# Patinação de velocidade nos Jogos Olímpicos de Inverno de 2018 - 1500 m masculino
A prova de 1500 m masculino da patinação de velocidade nos Jogos Olímpicos de Inverno de 2018 ocorreu no Gangneung Oval, localizado na subsede de Gangneung, em 13 de fevereiro.

## Medalhistas
| Ouro   | NED Kjeld Nuis    |
| Prata  | NED Patrick Roest |
| Bronze | KOR Kim Min-seok  |

## Recordes
Antes desta competição, os recordes mundiais e olímpicos da prova eram os seguintes:
| Tipo | Atleta       | Tempo       | Local          | Data                    |
| ---- | ------------ | ----------- | -------------- | ----------------------- |
|      | Denis Yuskov | 1:41.02 min | Salt Lake City | 9 de dezembro de 2017   |
|      | Derek Parra  | 1:43.95 min | Salt Lake City | 19 de fevereiro de 2002 |

## Resultados
| Pos. | Par | Raia | Atleta                    | Tempo   | Diferença | Notas |
| ---- | --- | ---- | ------------------------- | ------- | --------- | ----- |
| 01 ! | 14  | O    | NED Kjeld Nuis            | 1:44.01 | —         |       |
| 02 ! | 4   | I    | NED Patrick Roest         | 1:44.86 | +0.85     |       |
| 03 ! | 15  | I    | KOR Kim Min-seok          | 1:44.93 | +0.92     |       |
| 4    | 15  | O    | LAT Haralds Silovs        | 1:45.25 | +1.24     |       |
| 5    | 14  | I    | JPN Takuro Oda            | 1:45.44 | +1.43     |       |
| 6    | 10  | O    | BEL Bart Swings           | 1:45.49 | +1.48     |       |
| 7    | 17  | I    | NOR Sindre Henriksen      | 1:45.64 | +1.63     |       |
| 8    | 18  | O    | USA Joey Mantia           | 1:45.86 | +1.85     |       |
| 9    | 18  | I    | NOR Sverre Lunde Pedersen | 1:46.12 | +2.11     |       |
| 10   | 8   | O    | JPN Shane Williamson      | 1:46.21 | +2.20     |       |
| 11   | 16  | O    | NED Koen Verweij          | 1:46.26 | +2.25     |       |
| 12   | 11  | O    | POL Zbigniew Bródka       | 1:46.31 | +2.30     |       |
| 13   | 13  | O    | CAN Denny Morrison        | 1:46.36 | +2.35     |       |
| 14   | 9   | I    | NZL Peter Michael         | 1:46.39 | +2.38     |       |
| 15   | 11  | I    | USA Brian Hansen          | 1:46.44 | +2.43     |       |
| 16   | 12  | I    | POL Jan Szymański         | 1:46.48 | +2.47     |       |
| 17   | 5   | O    | KOR Joo Hyong-jun         | 1:46.65 | +2.64     |       |
| 18   | 7   | O    | OAR Sergey Trofimov       | 1:46.69 | +2.68     |       |
| 19   | 10  | I    | USA Shani Davis           | 1:46.74 | +2.73     |       |
| 20   | 13  | I    | POL Konrad Niedźwiedzki   | 1:47.07 | +3.06     |       |
| 21   | 17  | O    | CAN Vincent De Haître     | 1:47.32 | +3.31     |       |
| 22   | 2   | O    | FRA Alexis Contin         | 1:47.33 | +3.32     |       |
| 23   | 5   | I    | BEL Mathias Vosté         | 1:47.34 | +3.33     |       |
| 24   | 3   | O    | JPN Shota Nakamura        | 1:47.38 | +3.37     |       |
| 25   | 9   | O    | SUI Livio Wenger          | 1:47.76 | +3.75     |       |
| 26   | 4   | O    | NZL Reyon Kay             | 1:47.81 | +3.80     |       |
| 27   | 12  | O    | ITA Andrea Giovannini     | 1:47.82 | +3.81     |       |
| 28   | 7   | I    | KAZ Fedor Mezentsev       | 1:48.23 | +4.22     |       |
| 29   | 6   | I    | HUN Konrád Nagy           | 1:49.01 | +5.00     |       |
| 30   | 3   | I    | KAZ Denis Kuzin           | 1:49.14 | +5.13     |       |
| 31   | 8   | I    | CAN Ben Donnelly          | 1:49.68 | +5.67     |       |
| 32   | 6   | O    | CHN Xiakaini Aerchenghazi | 1:50.16 | +6.15     |       |
| 33   | 1   | I    | EST Marten Liiv           | 1:50.23 | +6.22     |       |
| 34   | 2   | I    | TPE Tai William           | 1:50.63 | +6.62     |       |
| —    | 16  | I    | NOR Allan Dahl Johansson  | DNF     | +9.99 !   |       |

Legenda
| Recorde mundial      | Recorde mundial (World record)               |                       | Recorde africano                      | Recorde africano (African) |                                           | Q | Classificado por posição (Qualified) |
| Recorde olímpico     | Recorde olímpico (Olympic record)            | Recorde da América    | Recorde da América (Americas)         | q                          | Classificado por melhor tempo (Qualified) |   |                                      |
| Melhor marca do ano  | Melhor marca do ano (World leading)          | Recorde asiático      | Recorde asiático (Asian)              | DNS                        | Não largou (Did not start)                |   |                                      |
| Recorde nacional     | Recorde nacional (National record)           | Recorde europeu       | Recorde europeu (European)            | DNF                        | Não terminou (Did not finish)             |   |                                      |
| Recorde pessoal      | Recorde pessoal do atleta (Personal best)    | Recorde da Oceania    | Recorde da Oceania (Oceania)          | DSQ / DQ                   | Desclassificado (Disqualified)            |   |                                      |
| Recorde da temporada | Recorde da temporada do atleta (Season best) | Recorde sul-americano | Recorde sul-americano (South America) | NM                         | Sem marca (No mark)                       |   |                                      |